# كيفن غروسكرويتس

كيفن غروسكرويتس

كيفن غروسكرويتس (بالألمانية: Kevin Großkreutz) من مواليد (19 يوليو 1988 في دورتموند - ألمانيا الغربية) لاعب كرة قدم ألماني يلعب حاليا لصالح نادي أوردينغن الألماني منذ 2018 في مركز المدافع الظهير كما يجيد اللعب في مركز الجناح .

## روابط خارجية
- كيفن غروسكرويتس على موقع الاتحاد الدولي (مؤرشف)  (الإنجليزية)
- كيفن غروسكرويتس على موقع الاتحاد الأوربي (الإنجليزية)
- كيفن غروسكرويتس على موقع اتحاد تركيا (لاعب) (الإنجليزية)
- كيفن غروسكرويتس على موقع قاعدة بيانات كرة القدم.إي يو (الإنجليزية)
- كيفن غروسكرويتس على موقع بيانات كرة القدم. دي إي (الألمانية)
- كيفن غروسكرويتس على موقع ليكيب (الفرنسية)
- كيفن غروسكرويتس على موقع ناشيونال فوتبول تيمز (الإنجليزية)
- كيفن غروسكرويتس على موقع Soccerway.com (الإنجليزية)
- كيفن غروسكرويتس على موقع عالم كرة القدم.نت (الإنجليزية)
- كيفن غروسكرويتس على موقع AS.com (الإسبانية)